# 成沢一之
成沢 一之（なりさわ かずゆき、1938年12月2日 -  ）は、日本の経営者。八十二銀行頭取を務めた。

## 来歴・人物
長野県出身。1962年に慶應義塾大学法学部を卒業し、同年に八十二銀行に入行した。1991年6月に取締役に就任し、1995年6月に常務、1999年6月に副頭取を経て、2001年6月に頭取に就任。2005年6月に会長に就任し、2007年6月には顧問に就任。
2014年4月に旭日中綬章を受章。